# 窓の手
窓の手（まどのて）は、Windowsをカスタマイズするソフトウェアである。
通常はレジストリを書き換えなければ変更できないWindowsの設定を、GUIからの操作により、初心者でも簡単に安全に変更できることを特徴としている。
Windows 95、98、Me、NT4.0、2000、XP向けの「窓の手 2004」と、Windows 7向けの「窓の手 2010」がある。Windows VistaやWindows 8以降のOSはサポートされていない。

## 主な機能

### 設定項目
- Windowsアイコンの変更
- 指定されたドライブシンボルを隠す
- 新規作成メニューに出てくる項目の変更
- 設定画面などの表示制限
- IEのアニメーションロゴの変更
- スタートメニュー項目の変更
- ブートロゴの変更
- ログオンを自動的に行うようにする
- ログオン時に履歴を削除するようにする
- シャットダウンロゴの変更
- MS-DOS制限・背景変更
- タイムスライス値を変更するようにする
- 登録情報の変更
- アンインストール情報の変更
- 自動実行アプリケーションの変更

など

### その他の機能
- レジストリのバックアップ
- 起動パスワード

### 注意点
窓の手によって作成・変更されたレジストリは、窓の手をアンインストールしても元に戻らない。アンインストールする前に、窓の手の画面で「標準に戻す」をクリックすることで元の設定に戻せる。

## 評価
- オンラインソフトウェア大賞 98-99「入賞」[2]
- 2011年 窓の杜大賞「金賞」[3]